# Sinan Kurt
Sinan Kurt, né le 23 juillet 1996 à Mönchengladbach, est un footballeur germano-turc qui évolue au poste de milieu de terrain ou d'ailier au FC Nitra.
Il est né d'une mère allemande et d'un père turc.

## Palmarès
- Champion d'Allemagne en 2015 avec le Bayern Munich